# Choerodon azurio
Choerodon azurio (Jordan & Snyder, 1907)  è un pesce d'acqua salata appartenente alla famiglia Labridae.

## Distribuzione e habitat
Proviene dalle barriere coralline dell'oceano Pacifico; è stato localizzato a Taiwan, lungo le coste del Giappone, della Corea e della Cina. Nuota nelle zone rocciose e ricche di anfratti dove nascondersi, a profondità di circa 10-50 m.

## Descrizione
Presenta un corpo tozzo, compresso lateralmente e con la testa dal profilo piuttosto schiacciato, abbastanza alto. Le pinne sono ampie, la pinna dorsale e la pinna anale sono basse e lunghe, mentre la pinna caudale non è biforcuta. La lunghezza massima registrata è di circa 40 cm, anche se di solito si mantiene tra i 20 e i 30.
Gli esemplari giovanili sono nettamente meno tozzi, e la loro colorazione consiste in un disegno grigio-marrone e bianco dai contorni irregolari e con qualche macchia nera sulle pinne.
I maschi adulti, invece, hanno una colorazione che varia dal rosa al marrone, con una fascia diagonale che parte da metà del dorso e termina alla base delle pinne pettorali, che sono trasparenti. Le altre pinne sono giallastre, eccetto la pinna caudale che è più scura.

## Biologia

### Alimentazione
Ha una dieta prevalentemente carnivora, composta principalmente da invertebrati acquatici come crostacei e molluschi soprattutto gasteropodi, ma anche da pesci più piccoli. Quando si nutre di molluschi dotati di conchiglia, inghiotte l'animale, digerisce le parti molli ed espelle il guscio in seguito, ancora intero.

### Riproduzione
È oviparo e la fecondazione è esterna; non ci sono cure nei confronti delle uova, che vengono disperse nell'acqua. È una specie ermafrodita, e tutti gli esemplari di lunghezza superiore ai 28,5 cm sono sicuramente maschi.

## Conservazione
È classificato come "dati insufficienti" (DD) dalla lista rossa IUCN perché il suo habitat è rovinato dalle attività umane, viene pescato frequentemente ed è anche abbastanza ricercato, ma non si hanno informazioni precise su quanti esemplari vengano catturati.